# Eberhard Diepgen
Eberhard Diepgen (Berlijn, 13 november 1941) is een Duits politicus van de CDU. Van 1984 tot 1989 was hij burgemeester (Regierender Bürgermeister) van West-Berlijn en tussen 1991 en 2001 burgemeester van de herenigde Duitse hoofdstad Berlijn.

## Biografie
Diepgen werd geboren in het district Berlin-Pankow en groeide op in Gesundbrunnen, destijds een stadsdeel van Berlin-Wedding. Na het behalen van zijn Abitur (1960) studeerde hij rechten aan de Vrije Universiteit Berlijn, een studie die hij in 1967 afrondde met het eerste staatsexamen. Zijn tweede juridische staatsexamen voltooide hij in 1972.
In 1963 sloot Diepgen zich aan bij de christendemocratische CDU. Vanaf 1971 was hij bestuurslid van de Berlijnse afdeling zijn partij en in datzelfde jaar werd hij voor het eerst verkozen in het Huis van Afgevaardigden van Berlijn. Hierin zou hij dertig jaar actief blijven, waarvan in de periodes 1980–1984 en 1989–1991 als CDU-fractieleider. Bij de federale verkiezingen van 1980 werd Diepgen ook verkozen in de Bondsdag, maar hieruit trad hij op 3 februari 1981, na amper drie maanden, alweer terug.
Diepgen werd in 1983 verkozen tot partijvoorzitter van de CDU in Berlijn, een functie die hij negentien jaar zou bekleden. Tijdens deze periode was hij ook lid van het nationale partijbestuur.

### Burgemeester van West-Berlijn
Op 9 februari 1984 werd Eberhard Diepgen verkozen tot burgemeester (officieel: Regierender Bürgermeister) van West-Berlijn. Hij werd daarmee de opvolger van Richard von Weizsäcker, die voortijdig aftrad vanwege zijn kandidatuur bij de bondspresidentsverkiezingen. De senaat van Diepgen betrof een coalitieregering met de FDP en was in feite een voortzetting van de voorgaande senaat-Von Weizsäcker. Toen in maart 1985 lokale verkiezingen plaatsvonden, trad Diepgen voor het eerst aan als lijsttrekker. Hij werd hierbij uitgedaagd door SPD-kopstuk Hans Apel, maar de CDU wist (ondanks licht verlies) haar status als grootste partij gemakkelijk te behouden. De coalitie met de FDP kon worden verdergezet en vormde tot 1989 de senaat-Diepgen II.

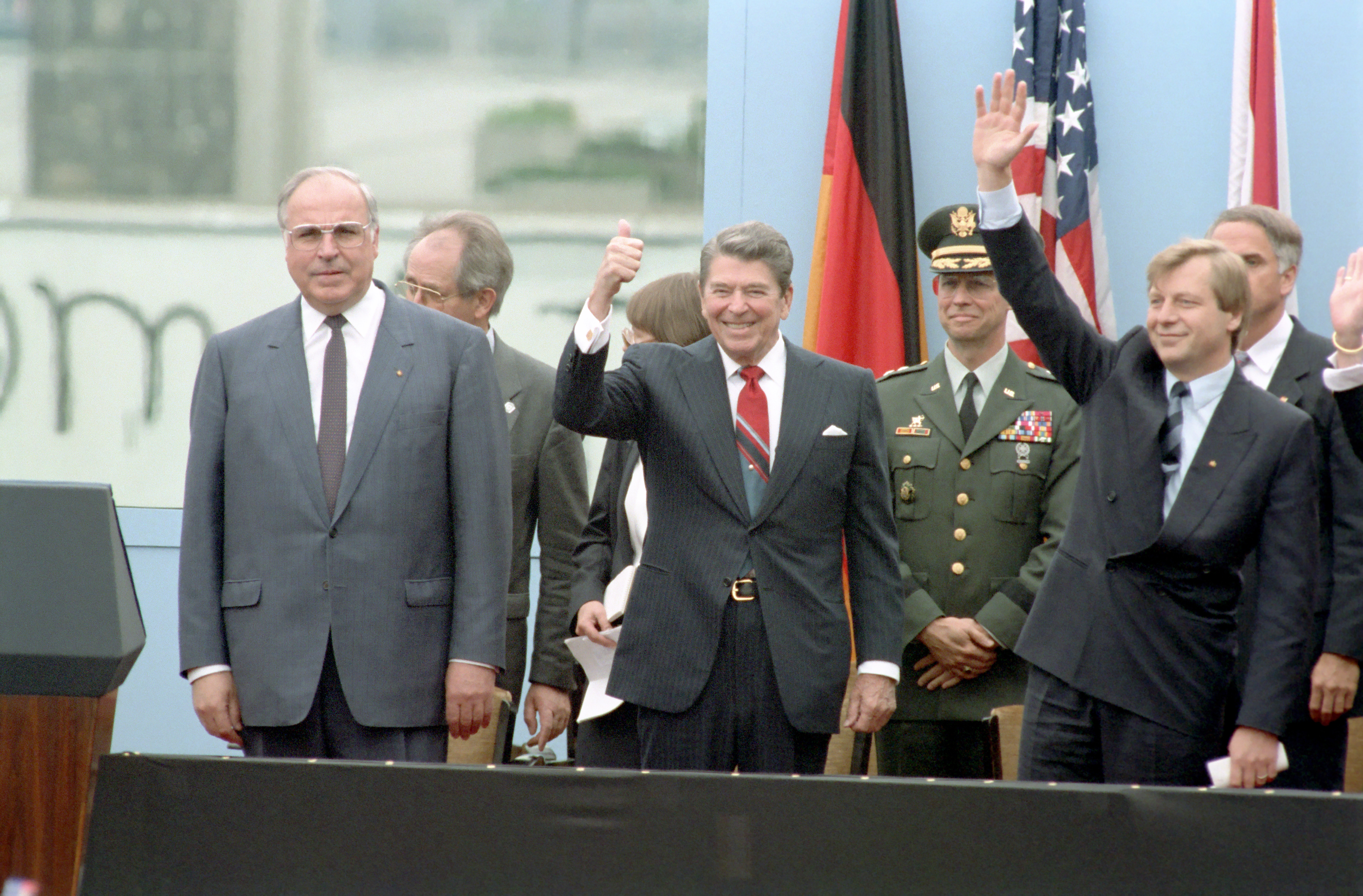
Diepgen (rechts) in 1987, met bondskanselier Helmut Kohl en de Amerikaanse president Ronald Reagan bij de Berlijnse Muur (Tear down this wall!)

In 1986 kwam de West-Berlijnse politiek onder vuur te liggen door een groot omkoopschandaal, waarmee talloze politici in verband werden gebracht. Ook Diepgen kwam in opspraak, omdat hij van een vastgoedinvesteerder 75.000 mark had aangenomen. Als gevolg van de affaire stapten drie senatoren op. Bij de verkiezingen van januari 1989 behaalde de CDU met 37,7% van de stemmen haar slechtste resultaat in Berlijn sinds 1967 en bleef zij met slechts 5000 stemmen verschil nog maar nipt de SPD voor. Coalitiepartner FDP haalde tegelijkertijd de kiesdrempel van 5% niet en verdween uit het parlement. Diepgen kon zijn burgemeesterschap niet behouden en werd in maart 1989 afgelost door Walter Momper (SPD), die met de groene Alternative Liste een meerderheidssenaat formeerde.

### Burgemeester van Berlijn
Na de val van de Berlijnse Muur (9 november 1989) en de Duitse hereniging (3 oktober 1990) werden in december 1990 de eerste verkiezingen gehouden voor het parlement van het herenigde Berlijn. Diepgen was opnieuw lijsttrekker voor de CDU en boekte een duidelijke overwinning. Samen met de SPD werd een Grote coalitie gesmeed, waarbij Diepgen in januari 1991 opnieuw tot burgemeester werd benoemd. Later dat jaar nam het gemeentebestuur, dat ten tijde van West-Berlijn in het Rathaus Schöneberg zetelde, zijn intrek in het Rotes Rathaus.
Onder leiding van Diepgen bleef de CDU ook bij de verkiezingen van 1995 en 1999 de grootste partij van Berlijn, waarmee zijn burgemeesterschap nog tweemaal werd verlengd. Zowel in de senaat-Diepgen IV (januari 1996–december 1999) als in de senaat-Diepgen V (december 1999–juni 2001) bleef de coalitiesamenwerking met de SPD intact. In de laatstgenoemde regering was Diepgen naast burgemeester ook senator van Justitie.

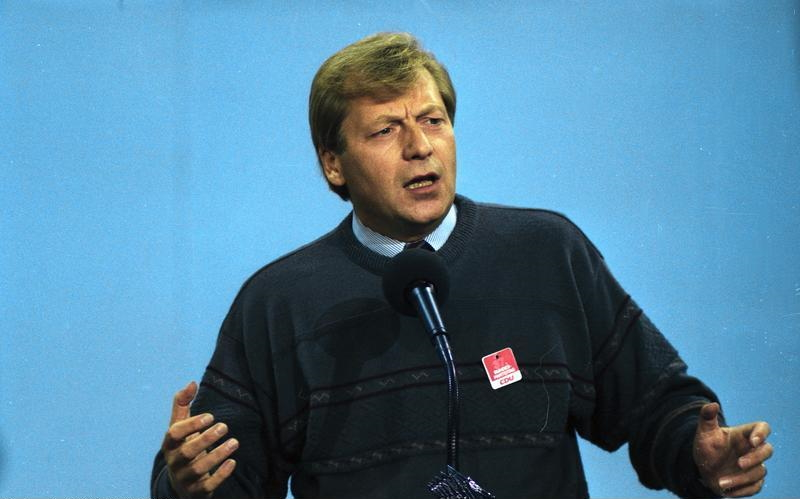
Eberhard Diepgen in 1989

Een groot bankschandaal, waarbij de stad Berlijn opgezadeld werd met een miljardenschuld, zorgde in juni 2001 voor een politieke crisis. Diepgen werd beschuldigd van wanbeheer en corruptie en de SPD trok zich terug uit de senaat. Een motie van wantrouwen dwong hem vervolgens tot aftreden. Diepgen was in totaal 15 jaar en vijf maanden burgemeester en daarmee de langstzittende burgemeester in de geschiedenis van Berlijn. SPD-fractievoorzitter Klaus Wowereit werd verkozen tot zijn opvolger.
In 2002 trad Diepgen ook af als partijvoorzitter van de Berlijnse CDU, nadat zijn partij hem niet geselecteerd had als lijsttrekker voor de bondsdagverkiezingen van 2002. Drie jaar later stelde hij zich bij de bondsdagverkiezingen van 2005 verkiesbaar voor de kieskring Berlin-Neukölln, maar werd hij verslagen door Ditmar Staffelt (SPD). Vervolgens was Diepgen nog tot eind 2011 werkzaam als advocaat bij een internationaal advocatenkantoor.

## Onderscheidingen
In 2004 werd Diepgen door de Berlijnse CDU als erevoorzitter benoemd. In oktober 2007 ontving hij de Orde van Verdienste van de deelstaat Berlijn en in 2014 kreeg hij de eretitel Stadtältester. Sinds 2018 wordt door de CDU jaarlijks de Eberhard Diepgen-prijs toegekend aan mensen of organisaties die een belangrijke bijdrage hebben geleverd aan de sociale cohesie in Berlijn.
- Bibsys: 90375661
- Gemeinsame Normdatei: 120800535
- International Standard Name Identifier: 0000 0000 2378 1373
- Library of Congress Control Number: n83036872
- MusicBrainz: 5190d5aa-3177-4243-8e5b-8739a7650951
- Nationale Bibliotheek van Israël: 987007273799005171
- Système universitaire de documentation: 081034636
- Virtual International Authority File: 266667444
- WorldCat: E39PBJqk9FdmHmHWqpmkP8gHYP